# Roberto Landell de Moura

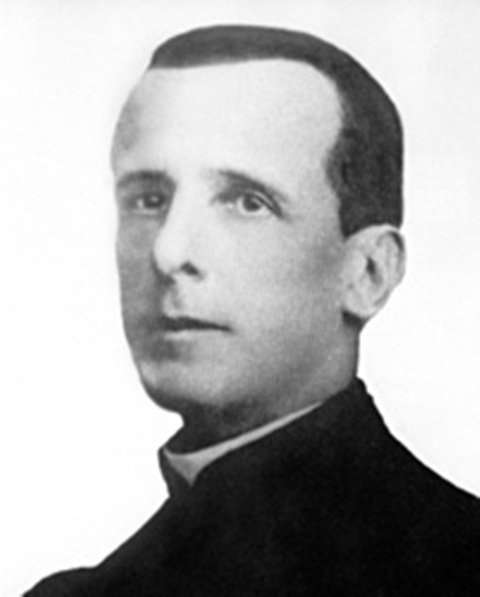
Roberto Landell de Moura

Pater Roberto Landell de Moura (* 21. Januar 1861 in Porto Alegre; † 30. Juni 1928 ebenda) war ein brasilianischer römisch-katholischer Priester, Erfinder und Amateurfunk-Pionier.

## Leben
Roberto Landell de Moura wurde im brasilianischen Porto Alegre als viertes Kind von Inacio Jose Ferreira de Moura und seiner Frau Sara Mariana Landell de Moura geboren. Nachdem er zunächst von seinem Vater unterrichtet wurde, kam Landell später auf die Volksschule von Professor Hilario Ribeiro und wechselte dann auf das Kolleg von Professor Fernando Gomez.

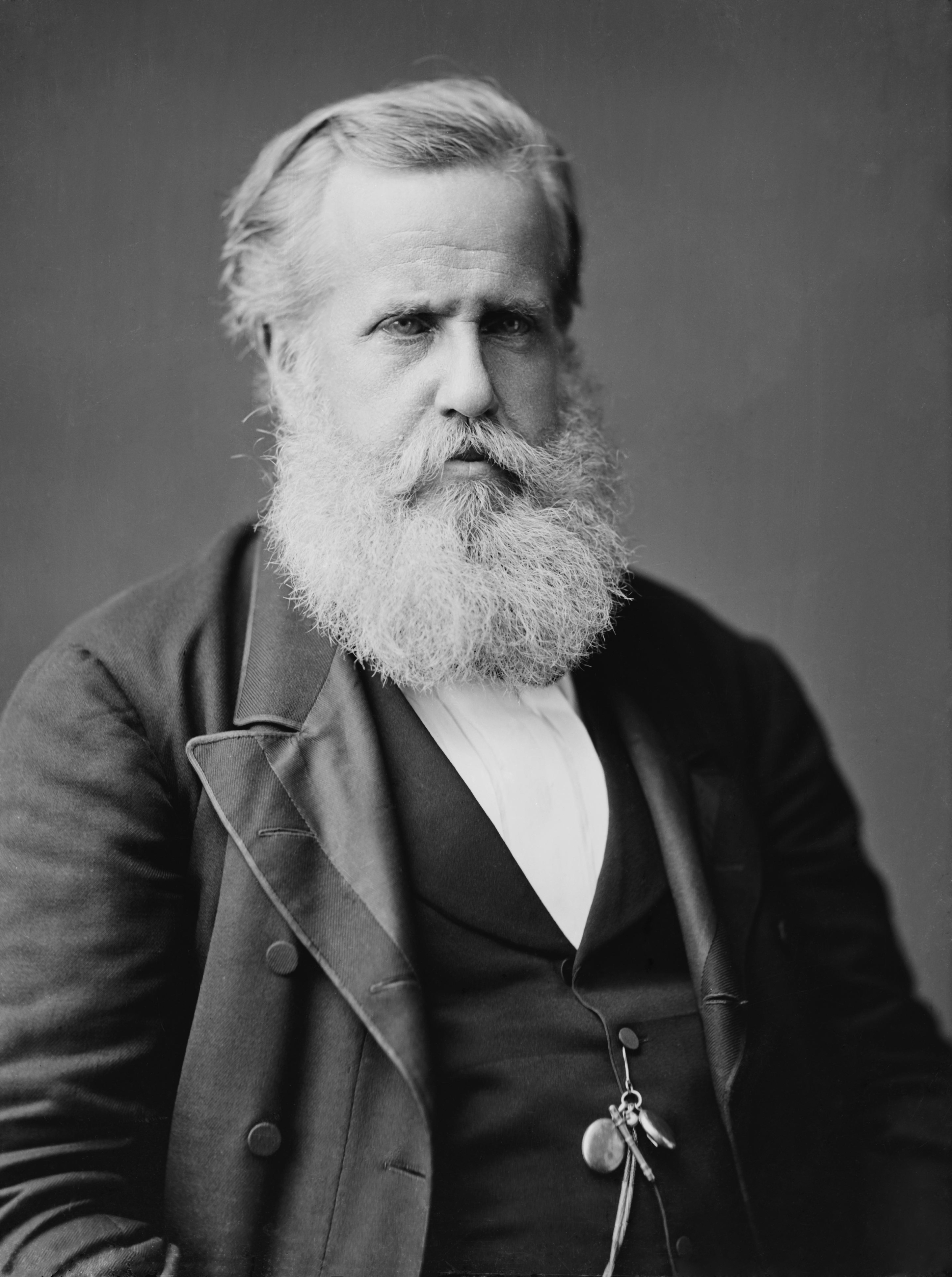
Dom Pedro II., Fotografie 1876.

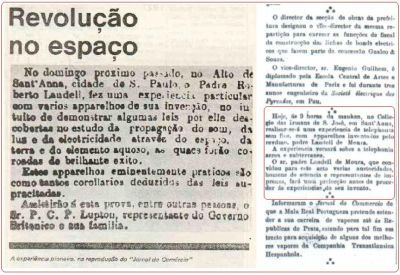
Der Artikel im „Jornal do Commercio“ vom 10. Juni 1900

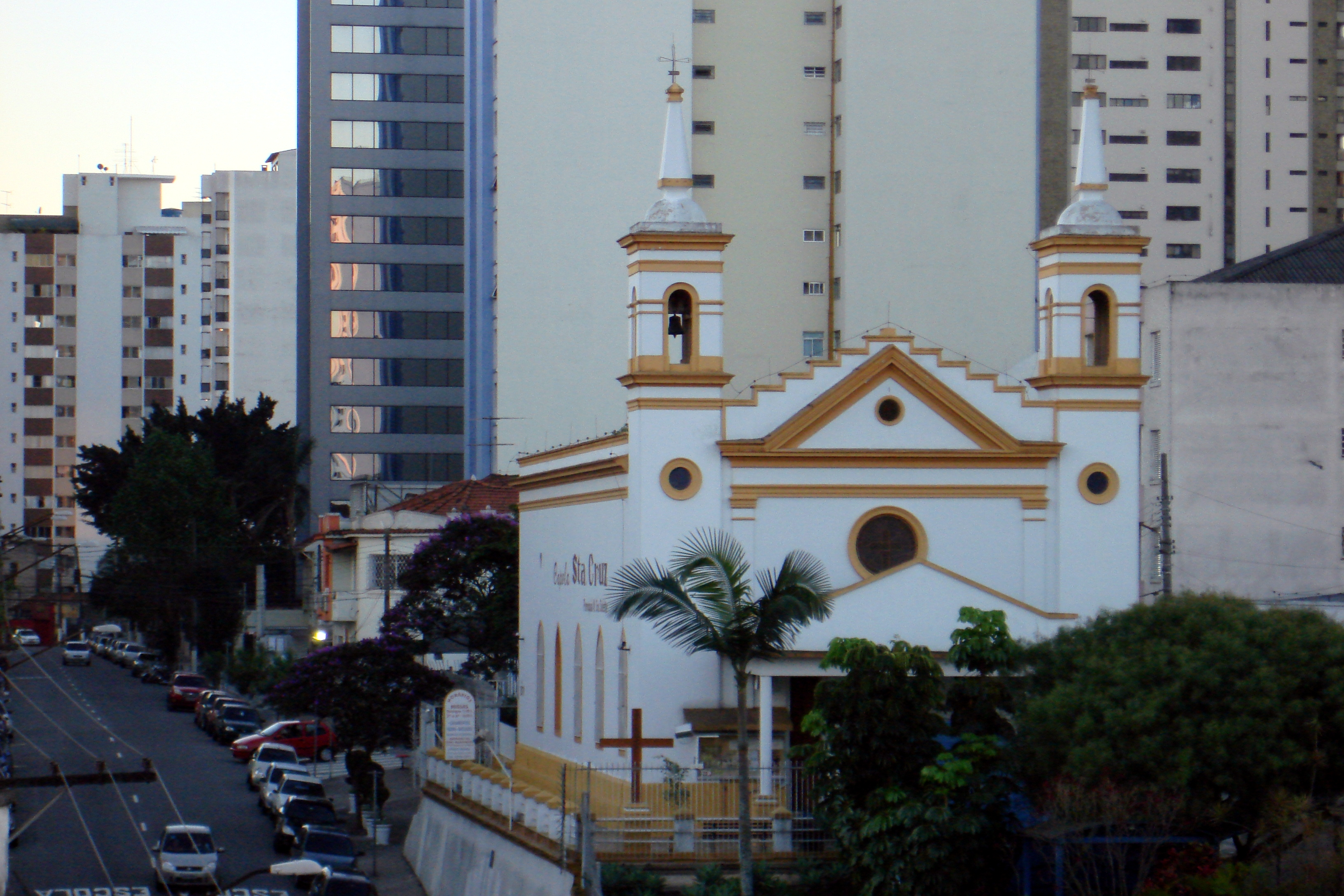
Capela de Santa Cruz in São Paulo.

Bereits im Alter von elf Jahren kam er auf das Priesterseminar „Nossa Senhora da Conceição“ in São Leopoldo. Später studierte Landell gemeinsam mit seinem Bruder in Rom kanonisches Recht und immatrikulierte sich am 22. März 1878 am Colegio Pio-Americano. Außerdem belegte er an der Päpstlichen Universität Gregoriana Chemie und Physik. Bereits hier erwachte sein Interesse für die Phänomene der „Electricität“ und er veröffentlichte seine Theorie zur „Einheit der physischen Kräfte und der Harmonie des Universums“.
1886 wurde Landell schließlich als Priester ordiniert und kehrte nach Brasilien zurück, wo er kurze Zeit später die Vertretung des mit ihm befreundeten Schlosskaplans übernahm. Durch diese Aufgabe lernte er Kaiser Dom Pedro kennen. Vor allem wegen des gemeinsamen Interesses an den Wissenschaften entwickelte sich zwischen beiden ein freundschaftliches Verhältnis. Dom Pedro II. hatte den Ruf, der „Oberlehrer der Nation“ zu sein, da er im Land unter anderem den wissenschaftlichen Fortschritt förderte; er galt als einer der fähigsten Monarchen seiner Zeit.
Im Februar 1887 kehrte Landell in seine Geburtsstadt Porto Alegre zurück, wo er zum Kaplan der „Igreja do Bom Finn“ ernannt wurde. Gleichzeitig wurde er Lehrer am „Episkopal-Seminar“. Nachdem er am 20. Mai des gleichen Jahres kurzzeitig zum Vikar von Uruguaiana ernannt wurde, folgte seine Versetzung in den Bundesstaat São Paulo. Nach der Entbindung von seinem Priesteramt ging er 1901 für drei Jahre in die USA, um die Ergebnisse seiner technischen Experimente dort vorzustellen und patentieren zu lassen.
Nachdem Landell schließlich Ende 1904 verarmt und zermürbt nach Brasilien zurückgekehrt war, übte er erneut das Priesteramt aus, wobei er immer wieder mit der Amtskirche in Konflikt geriet und deshalb mehrmals versetzt wurde. Landell wurde 1927 Erzdiakon der Kapelle Beneficiencia. Er starb am 30. Juni 1928 in Porto Alegre n den Folgen einer Lungenentzündung. Beigesetzt wurde er auf dem Priesterfriedhof „Gloria in der Grotte der Heiligen Muttergottes von Lourdes“.
Die sterblichen Überreste Landells wurden am 13. Juli 2002 in die Kirche „Unserer Lieben Frau vom Rosenkranz“ in Porto Alegre überführt. Hier war er am 19. Februar 1863 getauft worden und von 1915 bis 1928 selbst als Pfarrer tätig. Eine Gedenktafel mit der Widmung „Dem Priester und Vorläufer der Telekommunikation“ befindet sich an der Grabstelle, die sich unter einem Altar befindet.

## Wirken als Radiopionier
Landell, der neben seiner Tätigkeit als Priester wissenschaftliche Experimente durchführte, soll einer Zeugenaussage von 1933 zufolge im in Porto Alegre publizierten „Journal da Manha“ zwischen 1890 und 1894 drahtlose Übertragungen in Telegrafie und Telefonie über Entfernungen von bis zu acht Kilometern durchgeführt haben. Auch wenn bereits fünf Jahre zuvor eine weitere Zeugin in der Tageszeitung „A União“ ebenfalls von einer 1893 vollzogenen Begegnung mit dem experimentierenden Priester berichtete, fehlen dafür jegliche Belege. Mit seinen Versuchen wäre Landell dem italienischen Physiker und Pionier der drahtlosen Telekommunikation Guglielmo Marconi zuvorgekommen, dessen Experimente für das Jahr 1895 belegt sind.
Während seiner Zeit als Priester in Campinas von 1894 bis 1896 schrieb er schließlich seine von ihm entwickelten Theorien und Gesetze auf.
Fünf der von Landell entwickelten Geräte führte er am 3. Juni 1900 in Gegenwart des britischen Konsuls und weiterer Persönlichkeiten vor. Wie das „Journal da Manha“ am 16. Juni 1900 berichtete, bot Landell außerdem in einem Brief an den britischen Konsul Mr. Lupton die „Teleauxiophon“, „Caleophon“, „Amenatophon“, „Teletion“ und „Ediphon“ genannten Erfindungen der britischen Regierung zum Kauf oder als Geschenk an. Im letzteren Falle hegte er die Hoffnung, dass ein eventueller Gewinn einem Waisenhaus oder einer Erziehungsanstalt zugutekommen würde. Es ist allerdings nicht bekannt, ob dieser Brief Landells  jemals beantwortet wurde.
Am 9. März 1901 reichte Landell sein Patent für „einen Apparat für Sprachübertragung mit und ohne Draht, durch Raum, über die Erde und das Wasser, bei Sonne oder Regen, starkem Nebel und auch bei Winden“ in Brasilien ein. Da seine Erfindungen in seinem Heimatland offenbar nicht verstanden wurden und er hier keine Aussicht auf die erhoffte materielle Hilfe hatte, ließ sich Landell zunächst von seinem Priesteramt entbinden und ging für drei Jahre in die USA nach Manhattan (New York City), um seine Erfindungen hier patentieren zu lassen. Dafür richtete er dort zunächst ein kleines Labor ein und am 4. Oktober registrierte das Patentamt in Washington, D.C. unter der Nummer 77.576 die erste Erfindung Landell. Es folgten die Patente Nummer 89.976 am 16. Januar 1902 und Nummer 142.440 am 13. Februar 1903. In einer am 12. Oktober 1902 im New Yorker Herald erscheinenden Reportage über drahtlose Telegrafie wurde unter anderem auch über die Arbeit Landells berichtet. Außerdem gab es hier ein Interview mit dem südamerikanischen Erfinder.

## Werke (Auswahl)

### Erfindungen und Patente
Dafür, dass Landells Erfindungen tatsächlich funktionierten, gibt es kaum nachvollziehbare Belege; es sind fast nur Bezeugungen Dritter bekannt. Deshalb sorgten seine Arbeiten zu Landells Lebzeiten bis in die Gegenwart immer wieder für Zweifel. Lediglich die Funktionstüchtigkeit des 1904 in den USA patentierten Wave Transmitters ist bewiesen. Am 7. September 1984 erfolgte in Porto Alegre eine öffentliche Demonstration des Gerätes. Sie bewies, dass diese Erfindung Landells tatsächlich funktionierte. Während der Vorführung wurden durch den damaligen Gouverneur des brasilianischen Bundesstaates Rio Grande do Sul Jair Soares auch einige Wörter in einen Nachbau des Gerätes gesprochen, und hunderte Anwesende hörten deutlich die Worte „Porto Alegre“.

Patentschriften
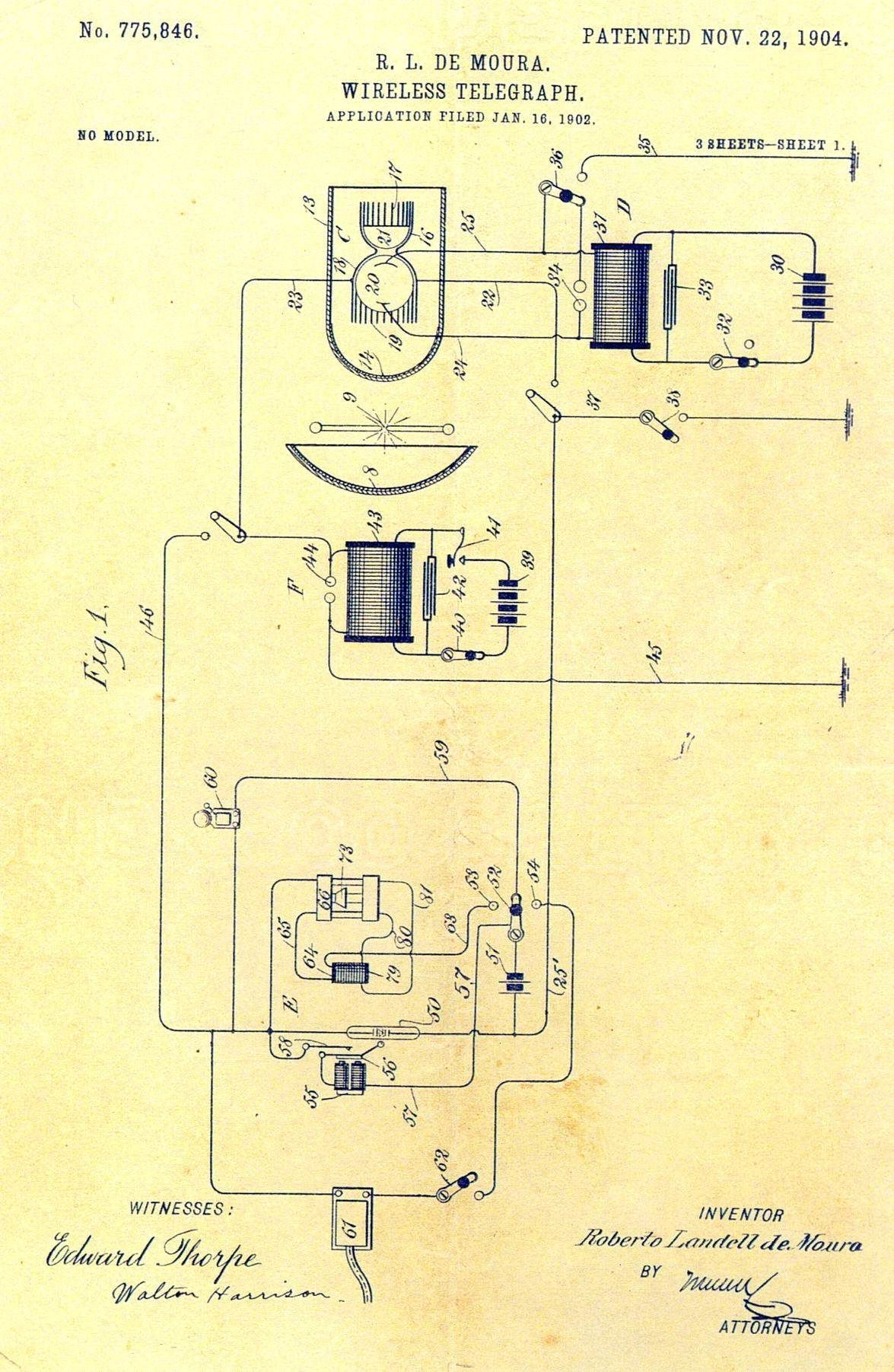
Schaltplan „Wireless Telegraph“ 1904
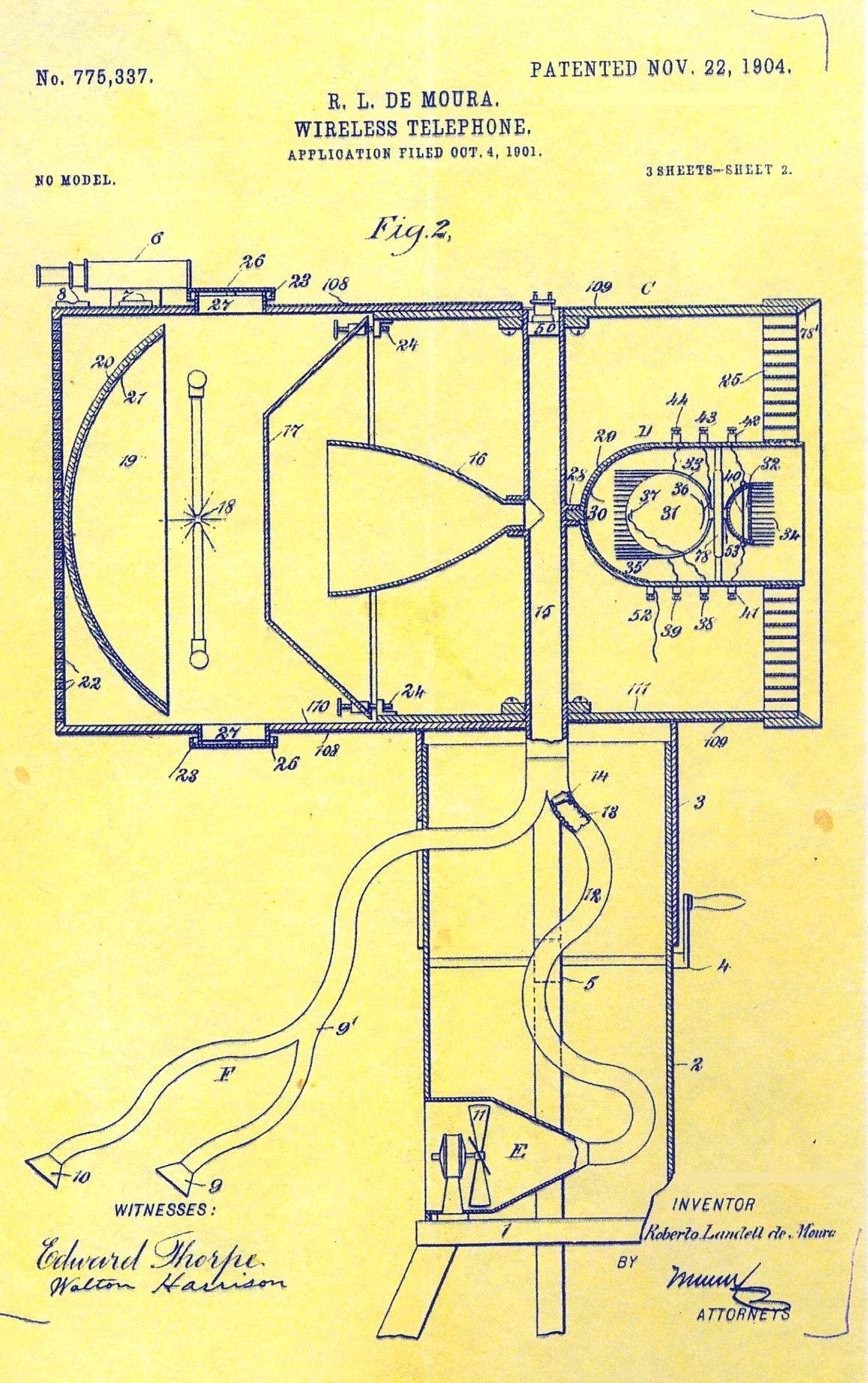
Schaltplan „Wireless Telephon“ 1904
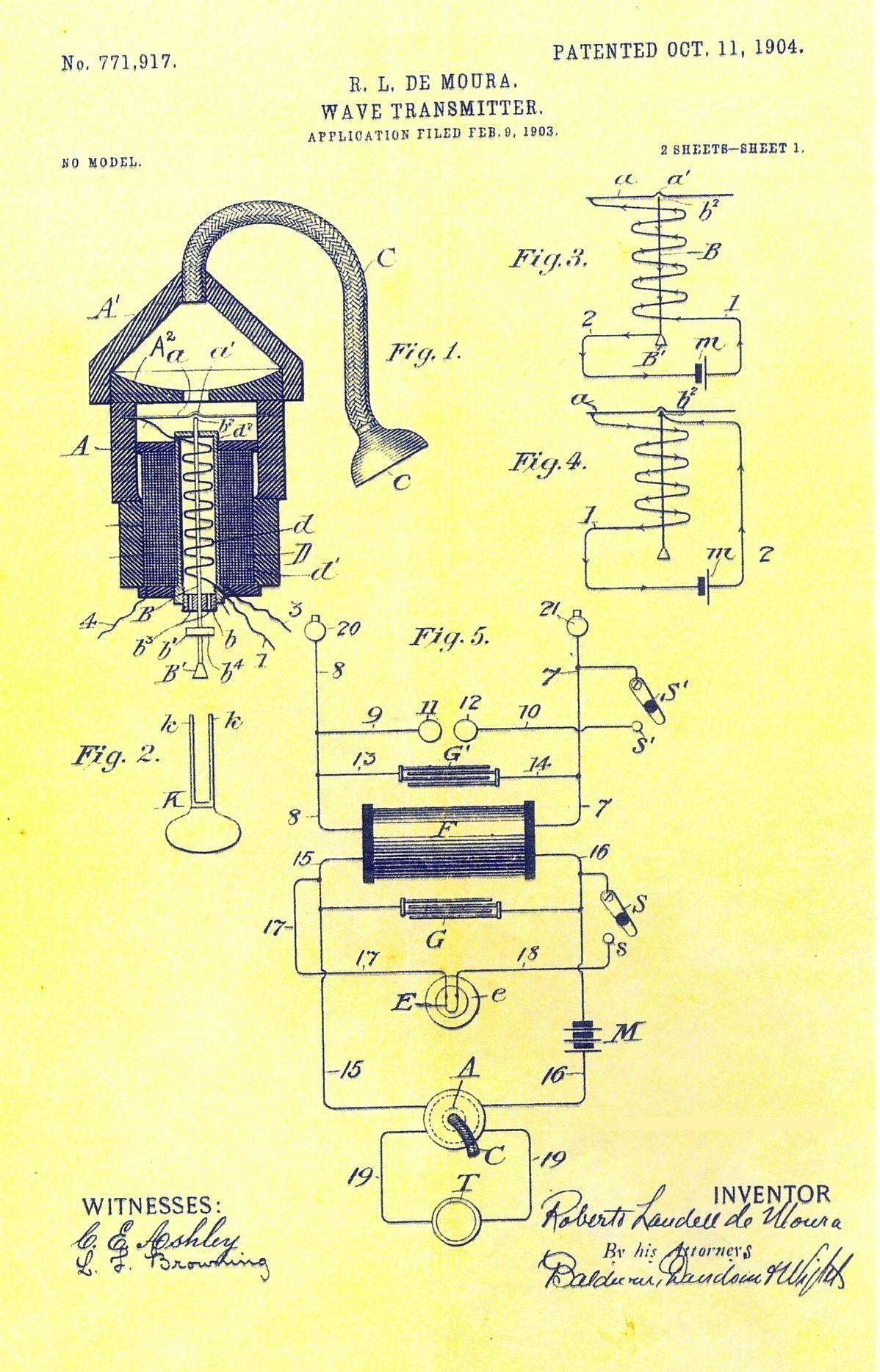
Schaltplan „Wave Transmitter“ 1904
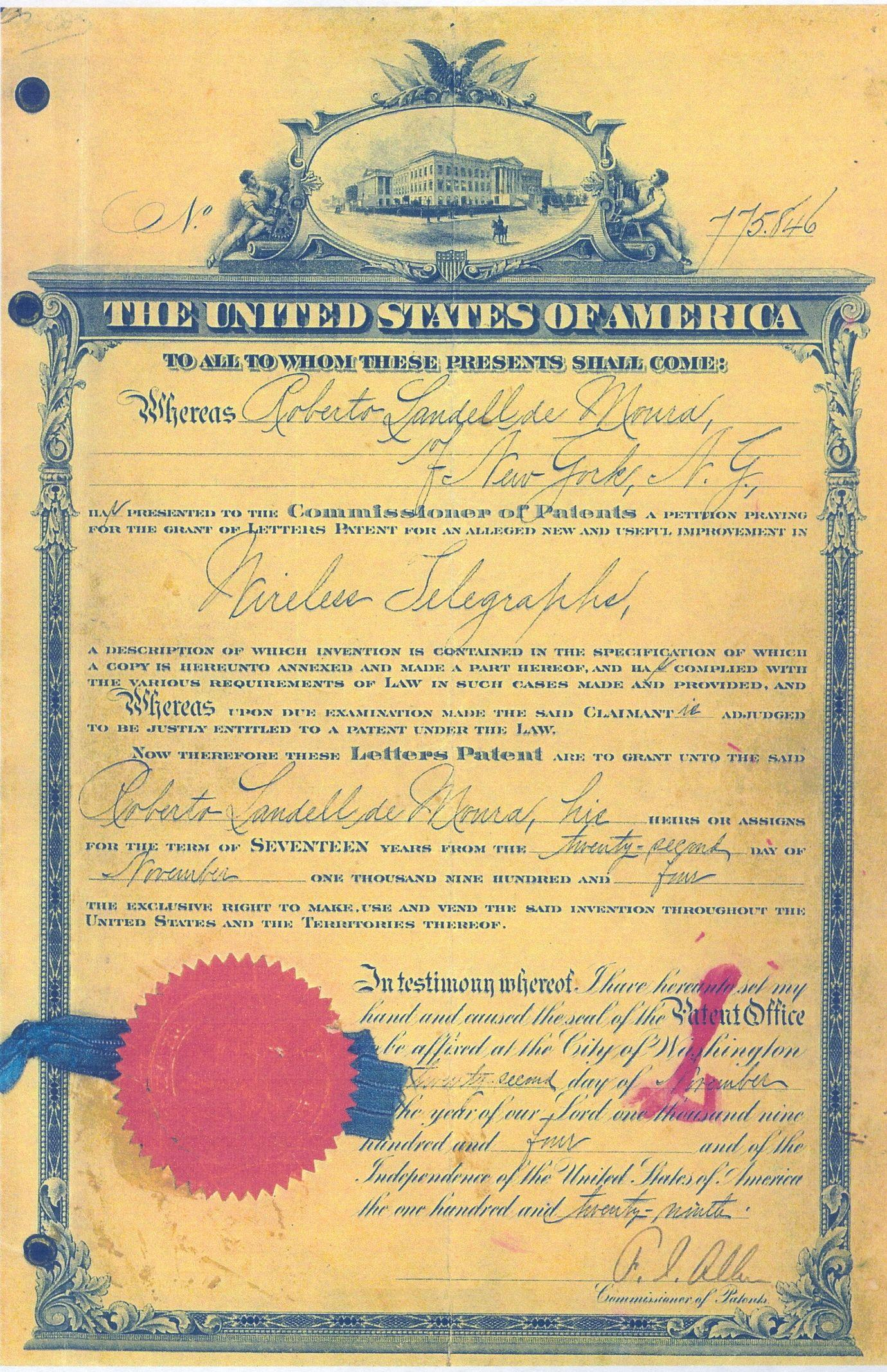
Patent „Wireless Telegraph“ 1904
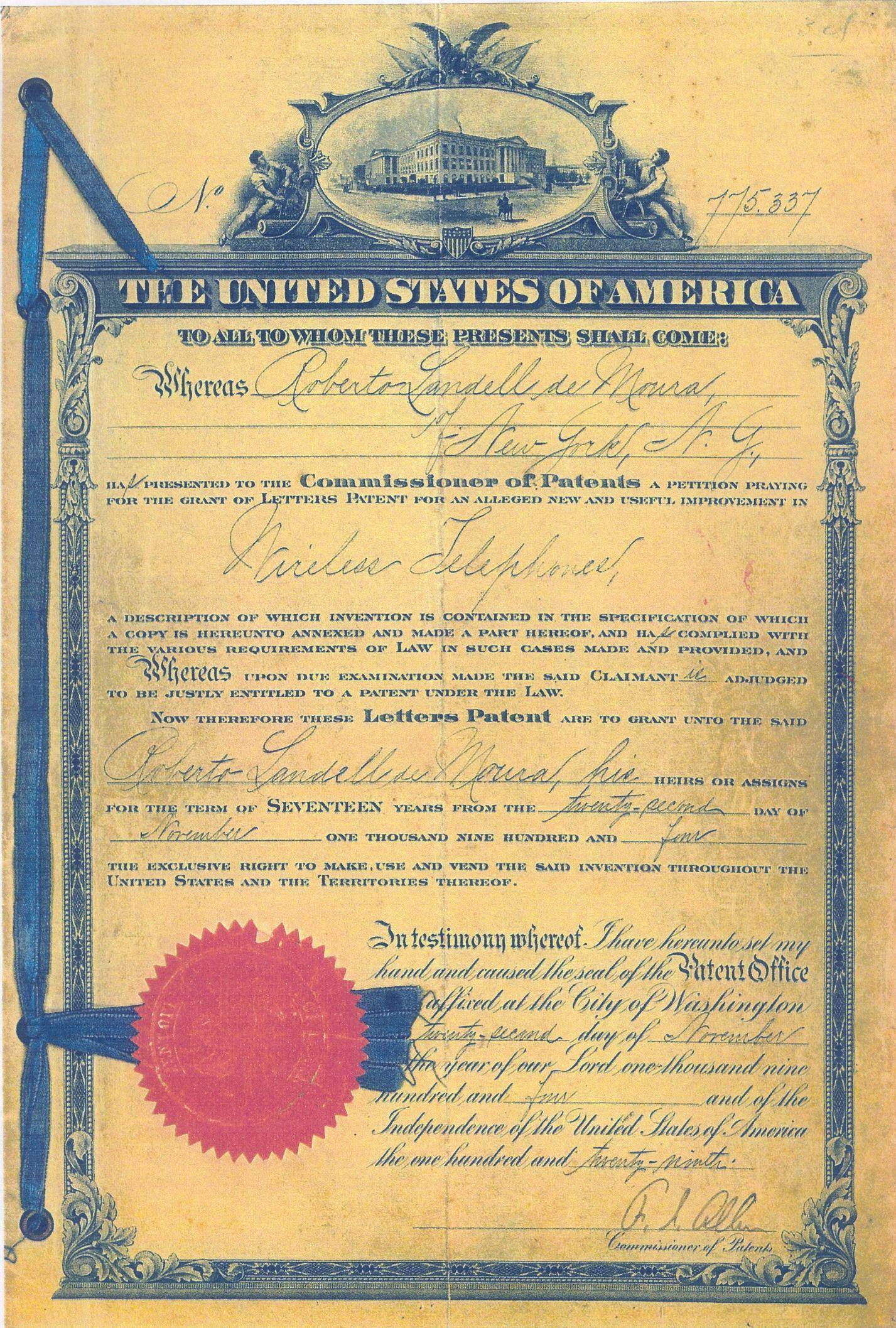
Patent „Wireless Telephon“ 1904
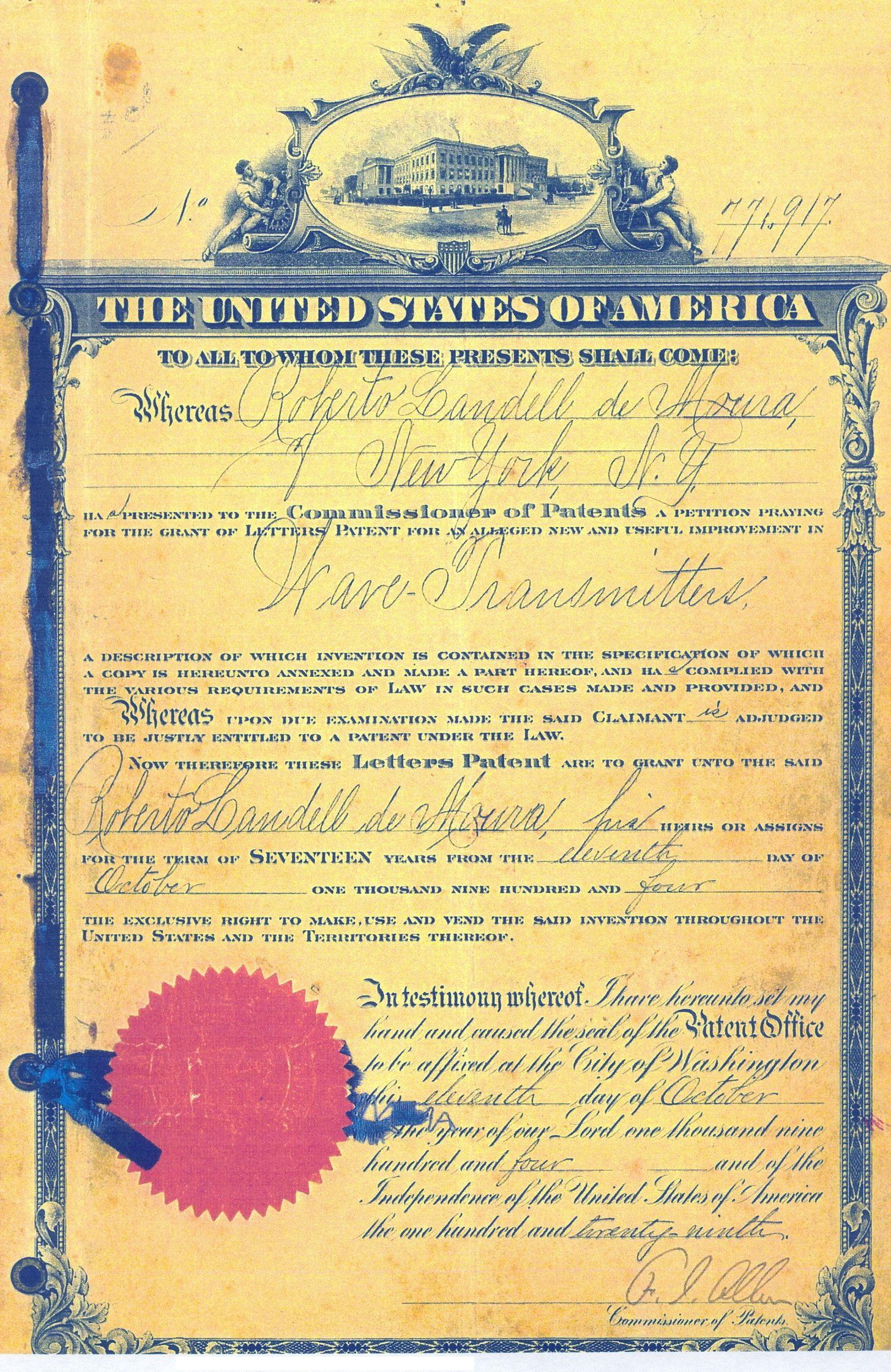
Patent „Wave Transmitter“ 1904

Anmerkung: Die Original-Dokumente der 1904 in den USA angemeldeten Patente werden im „Museum für Geschichte und Geographie von Rio Grande do Sul“ aufbewahrt.

### Schriften
- Einheit der physischen Kraft und Harmonie im Universum (während Landells Studienzeit in Rom)

## Ehrungen
In der Kirche „Unserer Lieben Frau vom Rosenkranz“ in Porto Alegre befindet sich eine Gedenktafel zu Ehren Pater Landells. Vor der Basilica de Nossa Senhora da Medianeira, Santa Maria, Rosario steht ein Denkmal, das an ihn erinnert.
Der brasilianische Amateurfunkverband Liga de Amadores Brasileiros de Rádio Emissão (LABRE) erwählte ihn am 25. September 1981 offiziell zu seinem Patron.
Für viele brasilianische Funkamateure und Mitglieder des Ordem de Radioamadores Padre Roberto Landell de Moura gilt Landell auch als Bahnbrecher der Telekommunikation. Der Ordem wurde von brasilianischen Funkamateuren gegründet, der zum Andenken Landells zwei Amateurfunkdiplome herausgibt.
Für das Diplom „Pater Roberto Landell“ müssen Kontakte mit fünf Schlüsselstationen des Ordens nachgewiesen werden. Zum Nachweis genügt ein beglaubigter Logbuch-Auszug. Ein weiteres Diplom, welches vom „Ordem de Radioamadores Padre Roberto Landell de Moura“ herausgegeben wird, ist das „Pater Roberto Landell 100“. Hierbei werden zum Erreichen des Diploms 100 Punkte benötigt, die durch Kontakte mit Schlüsselstationen des Ordens erarbeitet werden können. Für beide Diplome gelten Kontakte ab dem 1. Oktober 1983.
Zu Landells 150. Geburtstag erschien am 21. Januar 2011 eine Sonderbriefmarke der brasilianischen Post. Außerdem gab es aus diesem Anlass einen Sonderstempel.